# Ankylosauromorpha
 Ankylosauromorpha es un clado inactivo de dinosaurios ornitisquios tireofóros que se considera redundante y se prioriza el uso de Ankylosauria.